# Bailleul (Somme)
Bailleul is een gemeente in het Franse departement Somme (regio Hauts-de-France) en telt 232 inwoners (1999). De plaats maakt deel uit van het arrondissement Abbeville.

## Geografie
De oppervlakte van Bailleul bedraagt 13,9 km², de bevolkingsdichtheid is 16,7 inwoners per km².
De onderstaande kaart toont de ligging van Bailleul (Somme) met de belangrijkste infrastructuur en aangrenzende gemeenten.

## Demografie
Onderstaande figuur toont het verloop van het inwonertal (bron: INSEE-tellingen).